# تيموثي برادلي
تيموثي برادلي (بالإنجليزية: Timothy Bradley)‏ مواليد 29 أغسطس 1983 في بالم سبرينغس، كاليفورنيا، الولايات المتحدة، هو ملاكم محترف أمريكي يصنف ضمن فئة وزن الوسط. حقق بطولة المجلس العالمي للملاكمة وبطولة منظمة الملاكمة العالمية.

## إحصائيات
خاض خلال مسيرته 37 نزالا، فاز في 33 وتعادل في 1 وخسر في 2. فاز بالضربة القاضية في 13 نزالا.

## روابط خارجية
- تيموثي برادلي على موقع بوكس ريك (الإنجليزية) (registration required)